# Ain (astronomia)
Ain (o Epsilon Tauri; ε Tau / ε Tauri) è una stella gigante arancione situata nella costellazione del Toro, membro dell'ammasso aperto delle Iadi. Il nome Ain deriva dall'arabo عين (in latino Oculus Borealis) che significa occhio, in quanto costituisce l'occhio del toro celeste; il nome indica dunque la posizione dell'astro nella costellazione. Un altro nome tradizionalmente dato alla stella è Coronis (in greco Κορωνις), che è il nome di una delle sette Iadi mitologiche, Coronide.
Ain è una stella di classe spettrale K0 ed ha una magnitudine apparente di +3,6. Posta a circa 155 anni luce dal Sistema solare, ha una luminosità 90 volte superiore a quella del Sole ed un raggio 13 volte quello solare, mentre ha una temperatura superficiale di circa 4925 kelvin. Possiede una compagna orbitale di undicesima magnitudine posta a 182 secondi d'arco dalla componente primaria.
Poiché ε Tauri è posta nei pressi del piano dell'eclittica, talvolta è soggetto di occultazioni da parte della Luna e (molto raramente) da parte dei pianeti del Sistema solare.

## Il sistema planetario
Nel 2007 è stato scoperto in orbita attorno alla stella un massiccio pianeta extrasolare. Il pianeta orbita attorno alla stella ogni 1,6 anni secondo una traiettoria piuttosto eccentrica. All'epoca della scoperta era l'unico pianeta conosciuto all'interno di un ammasso aperto. Ain, che ha una massa 2,7 volte quella del Sole,  è inoltre la stella più massiccia ad ospitare un pianeta. Gli astronomi ritengono che la stella, quando si trovava nella sua sequenza principale, fosse una nana di classe spettrale A.
| Nome        | Nome        | Massa           | Semiasse maggiore | Periodo orbitale     | Scoperta |
| ----------- | ----------- | --------------- | ----------------- | -------------------- | -------- |
| b (Amateru) | b (Amateru) | >7,6 (± 0,2) MJ | 1,93 (± 0,03) UA  | 594,9 (± 5,3) giorni | 2007     |